# Romanisation du khmer
La romanisation du khmer est possible selon plusieurs méthodes et normes de romanisation.

## Sources
- (en) ALA-LC, « Khmer », dans ALA-LC Romanization Tables, 2012 (présentation en ligne, lire en ligne)
- (en) BGN/PCGN, Romanization of Khmer (Cambodian) BGN/PCGN 1972, 1972 (lire en ligne)
- L. Finot, « Notre transcription du Cambodgien », Bulletin de l’École française d’Extrême-Orient, vol. 2,‎ 1902, p. 1–15 (lire en ligne)
- (en) UNGEGN Working Group on Romanization Systems, « Khmer », dans Report on the current status of United nations romanization systems for geographical names, septembre 2013, 4e éd. (lire en ligne)